# 520 a.C.
Il 520 a.C. (DXX a.C. in numeri romani) è un anno  del VI secolo a.C.

## Eventi
- Milone di Crotone vince per quinta volta le Olimpiadi (lotta)

## Nati
- Santippo di Atene, politico e militare ateniese